# Evangelische Jugend Berlin-Brandenburg-schlesische Oberlausitz
Die Evangelische Jugend Berlin-Brandenburg-schlesische Oberlausitz (EJBO) ist der Jugendverband evangelischer Kinder und Jugendlichen in der Evangelischen Kirche Berlin-Brandenburg-schlesische Oberlausitz (EKBO). Ihre Arbeit hat zum Ziel, „dass junge Menschen dem Evangelium von Jesus Christus begegnen, es ihnen in gemäßer Weise bezeugt wird und sie Gemeinschaft sowie partnerschaftliche Begleitung erfahren“.
Alle im Bereich der Evangelischen Kirche Berlin-Brandenburg-schlesische Oberlausitz tätigen Gruppierungen evangelischer Jugend (Gemeindejugend, Kreisjugend und Verbandsjugend) gehören zur Evangelischen Jugend Berlin-Brandenburg-schlesische Oberlausitz. Die Gruppen, Projekte und Arbeitszweige der EJBO und diese selbst sind als Jugendverbände Träger der freien Jugendhilfe und vertreten die Interessen evangelischer Kinder und Jugendlicher innerkirchlich und gegenüber Zivilgesellschaft und Politik.
Die EJBO hat ihre Geschäftsstelle im Amt für kirchliche Dienste in Berlin-Charlottenburg, sie ist Mitglied der Arbeitsgemeinschaft der Evangelischen Jugend in Deutschland e.V. (aej).

## Struktur
Die Evangelische Jugendarbeit in Berlin, Brandenburg und der schlesischen Oberlausitz findet zu großen Teilen in den Kirchengemeinden statt. Eine übliche Form sind dabei die Junge Gemeinde oder ähnliche Jugendgruppen. Darüber hinaus gibt es verschiedene Angebote offener Jugendarbeit, die weniger stark eine kontinuierliche Teilnahme voraussetzen.
In den Kirchenkreisen werden Kreisjugendkonvente aus Jugendlichen aus den Gemeinden, aus besonderen Projekten und Arbeitszweigen und einer beruflichen Mitarbeiterin, bzw. einem beruflichen Mitarbeiter gebildet. Der Kreisjugendkonvent ist mitverantwortlich für die Jugendarbeit im Kirchenkreis, plant eigene Projekte und vertritt die Evangelische Jugend des Kirchenkreises.
Für die gesamte Jugend in der Landeskirche spricht die Landesjugendversammlung. Ihr gehören Delegierte aus den Kirchenkreisen, aus den eigenständigen Werken und Verbänden und Berufsträger der Kinder-/Jugendarbeit sowie ehrenamtlich Tätige an. Ihre Aufgaben ähneln denen eines Parlaments, indem sie die EJBO in Kirche und Öffentlichkeit vertritt, sich zu inhaltlichen Themen positioniert und eigene Großveranstaltungen plant. Gewöhnlich tritt sie zweimal im Jahr zusammen, zwischen ihren Sitzungen werden ihre Aufgaben durch die Jugendkammer übernommen.

### Eigenständige Werke und Verbände
Neben der Jugendarbeit in Gemeinden und Kirchenkreisen sind auch eigenständig arbeitende Werke und Verbände Teil der EJBO. So übernimmt beispielsweise der CVJM in einigen Teilen der Landeskirche in Zusammenarbeit mit den Kirchengemeinden beinahe vollständig die Jugendarbeit.
Durch die Landesjugendversammlung vertretende Werke und Verbände sind:
- CVJM-Ostwerk Landesverband Berlin-Brandenburg e.V.,
- CVJM Schlesische Oberlausitz e.V.,
- Kinder- und Jugenddienst des Gemeinschaftswerks Berlin-Brandenburg e.V.: Entschieden für Christus
- Schülerarbeit (BK),
- Kinder- und Jugendarbeit der Berliner Stadtmission,
- Verband Christlicher Pfadfinderinnen und Pfadfinder (VCP).[3]

## Inhaltliche Schwerpunkte

### Gegen Homophobie
Unter dem Titel „Bunt wie Gottes Schöpfung – Liebe hat viele Farben“ engagiert sich die EJBO seit Herbst 2011 gegen Homophobie. Neben der inhaltlichen Auseinandersetzung, der Entwicklung von Broschüren und Workshops, arbeitet sie auch kirchenpolitisch für eine größere Akzeptanz von homo-, bi- und transsexuellen Menschen. So hat sie im Frühjahr 2015 einen Antrag an die Landessynode der Evangelischen Kirche Berlin-Brandenburg-schlesische Oberlausitz mitgezeichnet, der eine Öffnung der Trauung für gleichgeschlechtliche Paare vorsah, und auf der Frühjahrssynode 2016 beschlossen wurde.
Die EJBO ist Mitglied im Berliner Bündnis gegen Homophie.

### Jugenddankopfer
Das Jugenddankopfer ist das offizielle Spendenprojekt der EJBO. Es hat eine lange Tradition und wird seit mehreren Jahren gemeinsam mit dem Landesjugendkonvent der Evangelischen Kirche in Mitteldeutschland organisiert und durchgeführt. Es ist ein Spendenprojekt von Jugendlichen, um Jugendlichen in prekären Situationen zu helfen. Alle zwei Jahre wird ein neues Projekt ausgewählt und für dieses Spenden gesammelt.

### Kinder- und Jugendpolitik
Der Verein ist als Jugendverband Mitglied des Landesjugendring Berlin und des Landesjugendring Brandenburg. Sie wird für den Teil der schlesischen Oberlausitz im Landesjugendring Sachsen von der Evangelischen Jugend Sachsen vertreten. Dort vernetzt sich die EJBO mit anderen Jugendverbänden, organisiert Kampagnen und vertritt die Interessen von Kindern und Jugendlichen gegenüber Politik und Gesellschaft.
Die EJBO ist Mitglied des Bundesverbands der Evangelischen Jugend, der Arbeitsgemeinschaft der Evangelischen Jugend in Deutschland e.V. (aej).

## Großprojekte
Einmal im Jahr veranstaltet die EJBO das Landesjugendcamp, bei dem an einem Wochenende im Jahr ca. 600 Jugendliche aus allen Teilen der Landeskirche zusammenkommen.
Die EJBO ist Mitveranstalterin des Bildungsforums „Internationaler Spielmarkt Potsdam“. Der Spielmarkt findet einmal im Jahr auf der Insel Hermannswerder statt und lockt als Fachveranstaltung um das Medium Spiel jedes Jahr ca. 3000 Besucher, hauptsächlich pädagogische Fachkräfte, an.

## Förderwerk
Das Förderwerk der Evangelischen Jugend Berlin-Brandenburg-schlesische Oberlausitz ist ein eigenständiger eingetragener Verein. Es hat zum Zweck innovative Projekte der Jugendarbeit zu fördern und wichtige Projekte zu erhalten. Dazu lobt es beispielsweise einen Förderpreis aus. Dieser Förderpreis orientiert sich am Jahresthema der EJBO.